# Dictyoarthrinium quadratum
Dictyoarthrinium quadratum är en svampart som beskrevs av S. Hughes 1952. Dictyoarthrinium quadratum ingår i släktet Dictyoarthrinium, divisionen sporsäcksvampar och riket svampar.   Inga underarter finns listade i Catalogue of Life.